# Muhen
Muhen is een gemeente en plaats in het Zwitserse kanton Aargau en maakt deel uit van het district Aarau.
Muhen telt 3.743 inwoners.